# فصل مردان
فصل مردان (عربی: موسم الرجال (فيلم)) فیلمی در ژانر درام به کارگردانی مفیده تلاتلی است که در سال ۲۰۰۰ منتشر شد.